# Sainte-Marguerite-en-Ouche

Sainte-Marguerite-en-Ouche este o comună în departamentul Eure, Franța. În 1 ianuarie 2018 avea o populație de 98 de locuitori.